# Cágado-do-paraíba
Cágado-de-hogei, cágado-do-paraíba, cágado-de-hoge e cágado-do-paraíba-do-sul (nome científico: Mesoclemmys hogei) é uma espécie de quelônio da família dos quelídeos (Chelidae).

## Etimologia
O nome específico, hogei, foi dado em homenagem ao herpetólogo belga nascido no Brasil Alphonse Richard Hoge. Seu nome popular cágado, contudo, tem origem controversa. Antenor Nascentes propôs, citando Serafim da Silva Neto, que tenha se originado no português cagado, com uma retração eufemística do acento. José Pedro Machado propôs derivar do latim cacatus > *cácatus por eufemismo. Joan Coromines propôs uma origem no hispânico pré-romano *calappăcu (quiçá associado a *calapaccĕa no sentido de 'cabaça, espécie de abóbora' e *carappaceu no sentido de 'carapaça de crustáceos') > *calápago > caágado > cágado.

## Distribuição
O cágado-do-paraíba é endêmico do Brasil e pode ser encontrada na bacia do rio Paraíba do Sul, do estado do Rio de Janeiro e sul de Minas Gerais até o rio Itapemirim, nas regiões costeiras do Espírito Santo. Martens, ao identificar a espécie, colocou como localidade tipo o rio Pequena, no sudoeste de São Paulo, mas uma vez que não ocorre no estado, a identificação é errônea. Calcula-se, via mínimo polígono convexo, que sua área de ocorrência seja se 32 012,32 quilômetros quadrados. A área de ocupação no rio Carangola, em Minas Gerais, foi reduzida de 40 para 15 quilômetros de extensão linear, e suspeita-se que o mesmo ocorra no resto da bacia do Paraíba do Sul. Em 2002, foram feito avistamento pontual na área de aproveitamento hidrelétrico da represa de Funil, entre Itatiaia e Resende. Espécimes adultos ocupam as calhas principais dos rios, enquanto os recém-nascidos podem ser avistados em tributários menores. É uma espécie sedentária com fidelidade à área de uso. Habita preferencialmente locais de remanso próximos às corredeiras.

## Ecologia
O cágado-do-paraíba é frugívoro, com a análise estomacal de adultos do rio Carangola apresentando frutos de figueira (Ficus obtusiuscula). Seu ciclo reprodutivo é anual e desova ao final dos meses chuvosos e início da estação seca, de março a abril. A ninhada varia de cinco a sete ovos, com uma média de seis. A eclosão dos ovos coincide com o início da estação chuvosa.

## Ameaças
A principal ameaça à sobrevivência contínua de cagado-do-paraíba é a degradação do habitat devido ao desmatamento, ao esgoto e descarga industrial, poluição agrícola e construção de barragens. Outra grande preocupação é a mortalidade direta por pesca esportiva, sendo anzóis com menor nível de ameaça às tartarugas foram promovidos nos últimos anos, bem como duas zonas designadas de proibição de pesca sendo estabelecidas ao longo do rio Carangola. Estudos genéticos também mostraram que o cágado-do-paraíba tem níveis muito baixos de diversidade genética, provavelmente devido a um gargalo populacional no passado. Isso torna a espécie particularmente vulnerável a doenças e potencialmente incapaz de se adaptar a um ambiente em mudança. Estimativas da tendência populacional indicam que sua população, no médio rio Carangola, diminuiu, em media, 16,2% ao ano. Se a tendência perdurar, em poucos anos a espécie estará localmente extinta, e a população global da espécie pode se reduzir em até 80% no futuro próximo.

## Conservação
Em 2015, 236 acres de habitat de nidificação de importância crítica ao longo do rio Carangola foram adquiridos pela Rainforest Trust, trabalhando em conjunto com a Fundação Biodiversitas. Esta foi designada como área protegida privada permanente conforme definido pelo Sistema Nacional de Unidades de Conservação do Brasil. A espécie depende de floresta tropical de dossel fechado intacto para nidificação, portanto, a prática agrícola de derrubar florestas à beira do rio é muito prejudicial à espécie. Em 2014 foi criado um programa de educação ambiental com a Ranacephala hogei, completo com um vídeo educativo e material de orientação para professores.
Em 2005, foi classificada como em perigo na Lista de Espécies da Fauna Ameaçadas do Espírito Santo; em 2010 como em perigo na Lista de Espécies Ameaçadas de Extinção da Fauna do Estado de Minas Gerais; e em 2014, como criticamente em perigo na Portaria MMA N.º 444 de 17 de dezembro de 2014; e em 2018, como criticamente em perigo no Livro Vermelho da Fauna Brasileira Ameaçada de Extinção do Instituto Chico Mendes de Conservação da Biodiversidade (ICMBio) e como vulnerável na Lista das Espécies da Fauna Ameaçadas de Extinção no Estado do Rio de Janeiro.